# Troy Perry

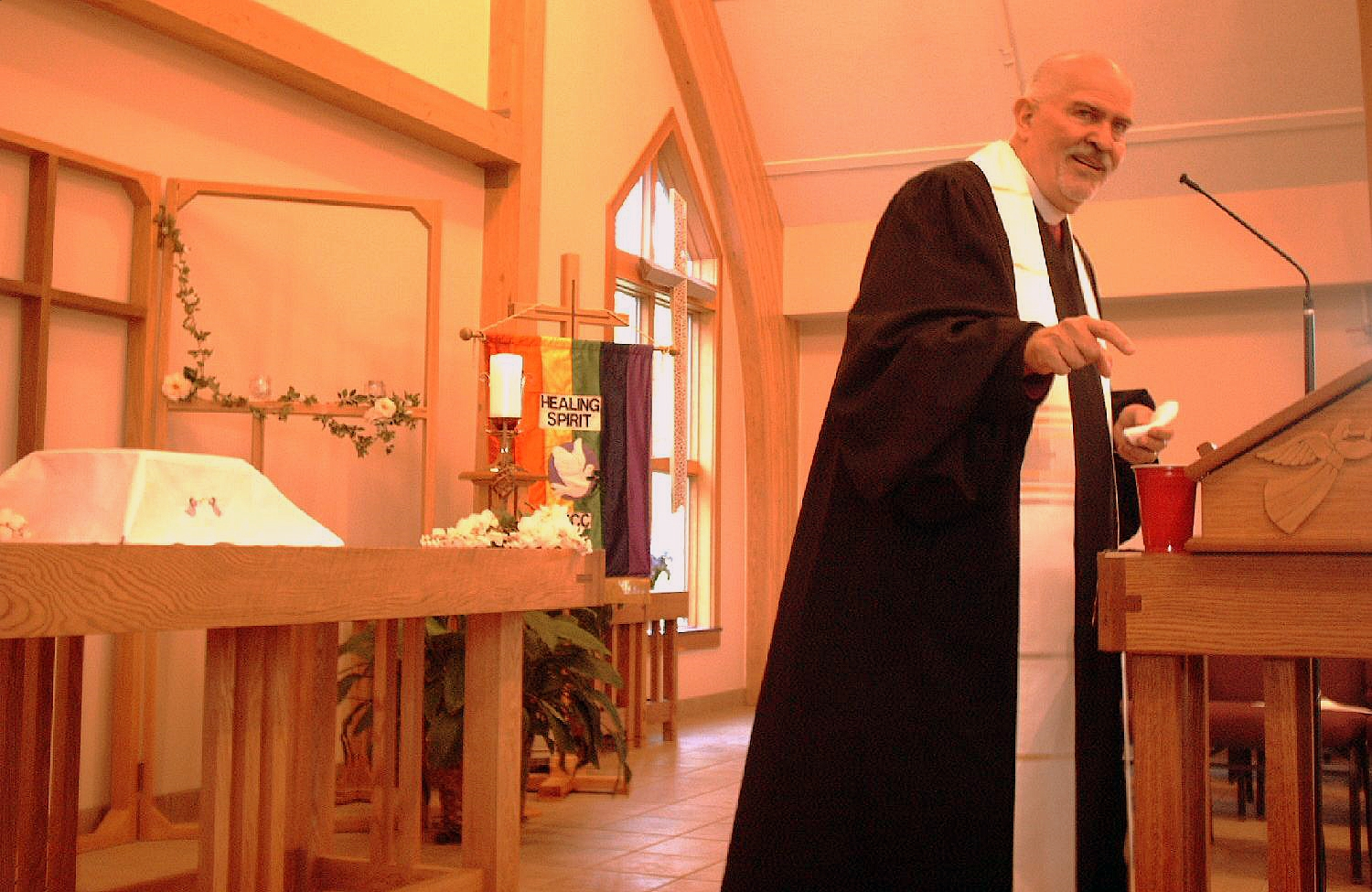
Troy Perry in der MCC in Rochester (Minnesota), 2006

Troy D. Perry (Troy Deroy Perry Jr.) (* 27. Juli 1940) ist ein US-amerikanischer evangelischer Theologe und Geistlicher und der Gründer der Metropolitan Community Church (MCC), einer christlichen Denomination, die sich anfangs insbesondere an die LGBT-Community in Los Angeles richtete. Troy gründete die Metropolitan Community Church am 6. Oktober 1968.

## Leben
Troy wuchs in einer pfingstlerischen Kirche auf, wurde Prediger in dieser Kirche und heiratete die Tochter eines Pastors, mit der er zwei Söhne hat. Im Laufe der Jahre erkannte Troy zunehmend seine homosexuelle Orientierung und war nicht länger in der Lage, diese zu unterdrücken. Dies führte zur Scheidung seiner Ehe und dem Ende seines Amtes als pfingstlerischer Prediger.

### Gründung der Metropolitan Community Church
1968, nach einem Selbstmordversuch und nach der Inhaftierung eines engen schwulen Freundes durch die Polizei, die oft schwule Bars „tyrannisierte“, wuchs sein christlicher Glaube, und er entschloss sich, einen christlichen Zufluchtsort für homosexuelle Menschen zu schaffen. Troy schaltete eine Werbung in der schwulen Zeitschrift The Advocate und hielt die ersten Gottesdienste in einem kleinen angemieteten Haus. Hieraus entwickelte sich im Laufe der kommenden Jahre die Metropolitan Community Church, die sich an mittlerweile 300 Orten weltweit ausgebreitet hat.

### Unterstützung der Menschenrechtsbewegung
Troy wurde in zahlreichen LGBT-Organisationen aktiv und war Vorsitzender einiger dieser Gruppen. Er hatte einen Sitz in der Los Angeles County Commission on Human Relations. 1978 wurde er von der American Civil Liberties Union mit dem Humanitarian Award geehrt. Troy erhielt Ehrendoktorwürden von der Episcopal Divinity School (Boston), des Samaritan College (Los Angeles) und der Sierra University (Santa Monica, Kalifornien) für seine Aktivitäten in Sachen Bürgerrechte; ebenso wurde er von der Gay Press Association mit dem Humanitarian Award ausgezeichnet.
1977 wurde Troy von dem Präsidenten Jimmy Carter in das Weiße Haus eingeladen, um über die rechtliche Situation für LGBT-Menschen zu diskutieren. 1995 wurde Troy von Präsident Bill Clinton zu einer Konferenz in das Weiße Haus eingeladen, um über HIV/AIDS zu diskutieren, sowie ebenso 1997 zu einer Konferenz in das Weiße Haus zum Thema „Hassverbrechen“. Eine weitere Einladung erfolgte 2009 durch Präsident Barack Obama zum 40. Jahrestag von Stonewall.
2005 beendete er seine Tätigkeit als Moderator in der MCC. Pastorin Nancy Wilson folgte ihm in der MCC in seinem Amt. Troy blieb aber weiterhin aktiv mit öffentlichen Auftritten und dem Schreiben von Büchern.

### Heirat in Kanada
Troy lebt in Los Angeles mit seinem langjährigen Partner Phillip Ray De Blieck, den er 2003 nach kanadischem Recht heiratete und mit dem er eine kirchliche Trauung in der Metropolitan Community Church von Toronto feierte.
Nach ihrer Hochzeit in Toronto kehrten sie nach Kalifornien zurück, wo sie vor Gericht um die Anerkennung ihrer kanadischen Ehe im US-Bundesstaat Kalifornien kämpfen; die erstinstanzliche Entscheidung fiel Anfang 2006 zu ihren Gunsten aus. Der Bundesstaat von Kalifornien ging dann erfolgreich gegen die Entscheidung des kalifornischen Ausgangsgerichts in Berufung. Das Berufungsurteil wurde Anfang Oktober 2006 gesprochen. Eine Revision des Urteils beim obersten Landesgericht ist nun angestrebt.

## Bücher
Von Reverend Troy sind mehrere Bücher erschienen:
- The Lord is My Shepherd and He Knows I’m Gay, Autobiografie
- Don’t Be Afraid Anymore, herausgegeben von der St. Martin’s Press
- Profiles in Gay and Lesbian Courage, herausgegeben von der St. Martin’s Press
- Is God Gay?, Co-Autor
- Our God Too, Co-Autor
- 10 Spiritual Truths For Gay and Lesbians* (*and everyone else!), 2003